# 루쉰 공원 (칭다오시)

루쉰 공원

루쉰 공원(중국어: 鲁迅公园)은 칭다오시에 위치한 공원이다.
<아큐정전>과 <광인일기> 등으로 유명한 중국의 근현대 문학가이자 사상가 루쉰이 방문한 것을 기념하여 만들어진 해안 공원이다. 1929년 개장 당시 하이빈 공원으로 불렸으나, 1950년 루쉰 공원으로 개명되었으며 칭다오를 대표하는 공원 중 하나가 되었다.